# Valladolid (Honduras)

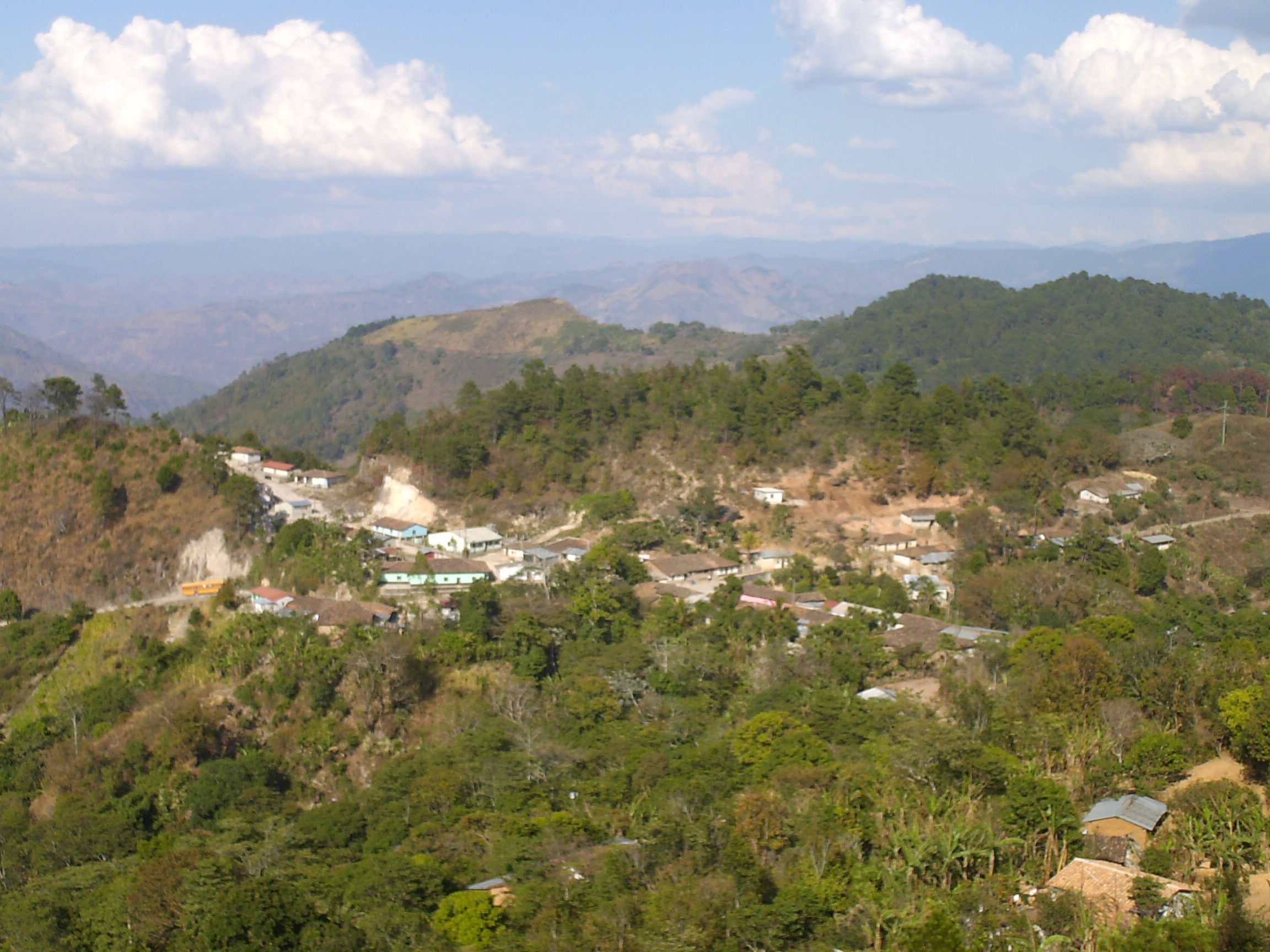
Valladolid,Lempira

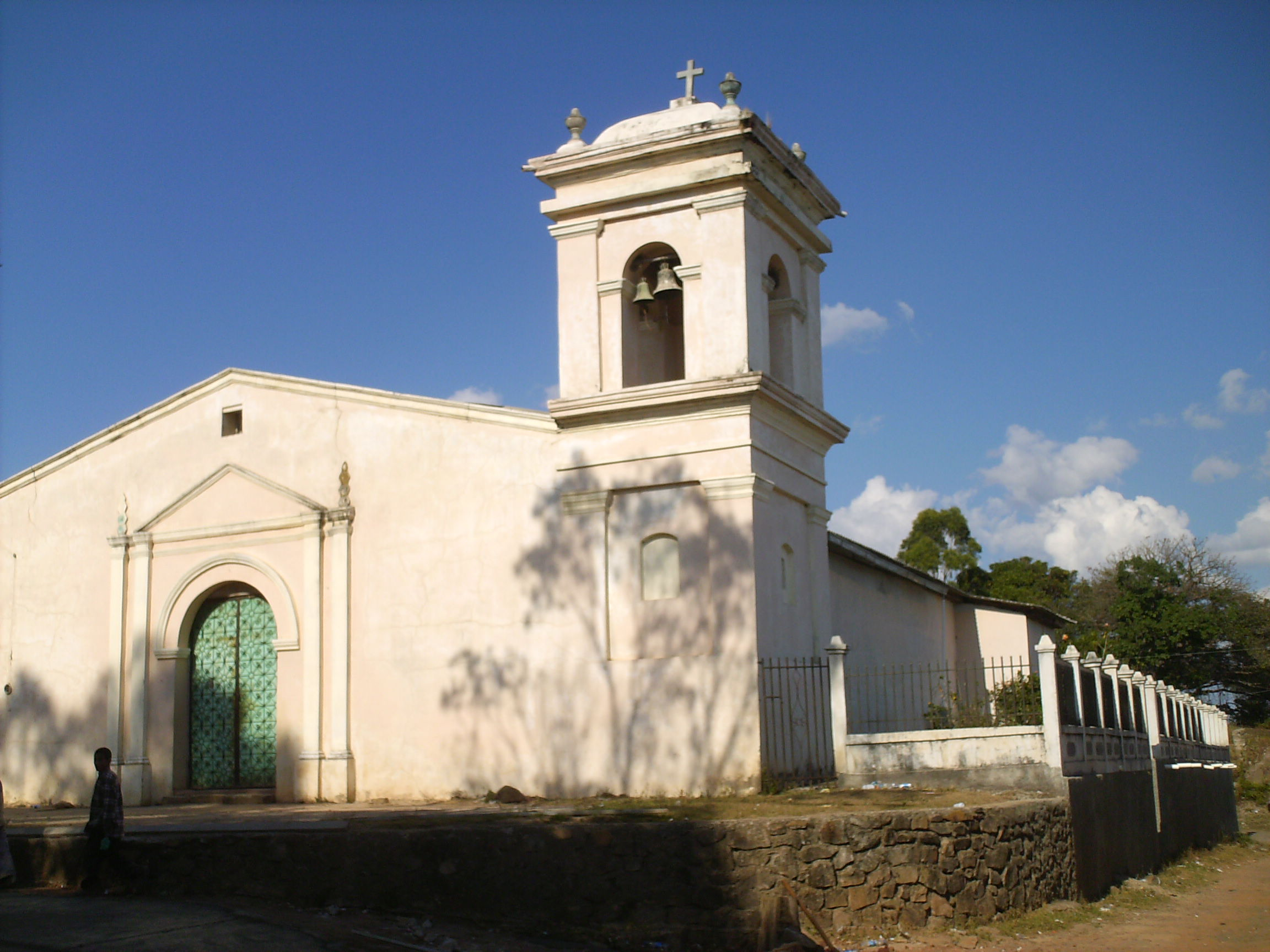
Igreja de Valladolid,Lempira

Valladolid é uma cidade hondurenha do departamento de Lempira.